# Васильєв Володимир Феодосійович
Володимир Феодосійович Васильєв (нар. 27 жовтня 1939, село Матвіївка, тепер Вільнянського району Запорізької області) — український і радянський державний діяч, голова виконавчого комітету Запорізької міської ради народних депутатів.

## Життєпис
Народився в родині вчителя та робітниці. Батько загинув на фронті.
У 1948—1954 роках — учень Матвіївської середньої школи Красноармійського району Запорізької області. У 1953 році вступив до комсомолу. У вересні 1954 — січні 1959 року — учень Запорізького алюмінієвого технікуму за фахом «обладнання підприємств кольорової металургії», технік-механік.
У лютому 1959 — жовтні 1960 року — плавильник цеху № 8 Дніпровського титаномагнієвого заводу в місті Запоріжжі.
У жовтні 1960 — жовтні 1963 року — служба в Радянській армії. Член КПРС з 1962 по 1991 рік.
У 1963—1966 роках — плавильник цеху № 8 Дніпровського титаномагнієвого заводу в місті Запоріжжі. У 1966—1967 роках — секретар бюро ЛКСМУ цеху № 8 Дніпровського титаномагнієвого заводу.
12 лютого 1968 — 15 жовтня 1973 року — секретар комітету ЛКСМУ Запорізького титаномагнієвого комбінату. У 1969 році вступив до Дніпропетровського металургійного інституту, згодом перевівся на заочний факультет Київського інституту інженерів цивільної авіації, інженер-металург.
У жовтні 1973 — червні 1986 року — старший інженер лабораторії наукової організації праці, заступник секретаря партійного комітету, заступник начальника технічного відділу комбінату, заступник начальника цеху, секретар партійного комітету Запорізького титаномагнієвого комбінату.
У червні 1986 — травні 1987 року — директор Дніпровського електродного заводу в місті Запоріжжі.
14 травня 1987 — 30 березня 1990 року — голова виконавчого комітету Запорізької міської ради народних депутатів.
У 1990—1994 роках — генеральний директор Корпорації «Укркольорметали».
У 1994 році — заарештований, у липні 1996 року засуджений Запорізьким обласним судом до 8 років позбавлення волі «за неодноразове отримання хабарів від низки комерційних фірм за посередницькі послуги, які суд такими не визнав». Вийшов на волю у 1998 році за амністією (відбув за ґратами 4 роки: 10 місяців СІЗО та 3 роки 2 місяці колонії посиленого режиму у селі Біленьке Запорізького району, де працював інженером з обладнання відділу головного механіка на підприємстві при колонії).
Потім — на пенсії.

## Нагороди та звання
- орден Трудового Червоного Прапора
- медаль «За доблесну працю»
- медаль «За трудову відзнаку»
- медаль «Ветеран праці»